# Miconia krugii
Miconia krugii är en tvåhjärtbladig växtart som beskrevs av Célestin Alfred Cogniaux. Miconia krugii ingår i släktet Miconia och familjen Melastomataceae. Inga underarter finns listade i Catalogue of Life.